# Renewi Tour 2024
La 19.ª edición de la competición ciclista Renewi Tour fue una carrera de ciclismo en ruta por etapas que se celebró entre el 28 de agosto y el 1 de septiembre de 2024 en los países de Bélgica y los Países Bajos con inicio en la ciudad de Riemst y final en la de Geraardsbergen sobre un recorrido de 745,7 kilómetros.
La carrera formó parte del UCI WorldTour 2024, calendario ciclístico de máximo nivel mundial, siendo la trigésima carrera de dicho circuito. El vencedor fue el belga Tim Wellens del UAE Emirates, quien estuvo acompañado en el podio por el también belga Alec Segaert del Lotto Dstny y el noruego Per Strand Hagenes del Visma | Lease a Bike, segundo y tercer clasificado respectivamente.

## Equipos participantes
Tomaron parte en la carrera 23 equipos: 18 de categoría UCI WorldTeam y 5 de categoría UCI ProTeam, quienes conformaron un pelotón de 161 ciclistas de los cuales finalizaron 91. Los equipos participantes fueron:
| WorldTeams (18)- Decathlon-AG2R La Mondiale - Intermarché-Wanty - UAE Team Emirates - Alpecin-Deceuninck - Arkéa-B&B Hotels - Astana Qazaqstan Team - Bahrain Victorious - Red Bull-Bora-Hansgrohe - Cofidis - Movistar Team - EF Education-EasyPost - Groupama-FDJ - Lidl-Trek - Soudal Quick-Step - Team dsm-firmenich PostNL - Team Jayco AlUla - Ineos Grenadiers - Team Visma \| Lease a Bike ProTeams (5)- Lotto Dstny - Bingoal WB - TDT-Unibet - Team Flanders-Baloise - Tudor Pro Cycling Team |
| |

## Recorrido
| Etapa     | Fecha     | Recorrido                 | type                    | Distancia (km) | Desnivel (m) | Ganador          | Líder          |
| --------- | --------- | ------------------------- | ----------------------- | -------------- | ------------ | ---------------- | -------------- |
| 1.ª etapa | 28 de ago | Riemst – Bilzen           | etapa escarpada         | 163            | 1648 m       | Jonathan Milan   | Jonathan Milan |
| 2.ª etapa | 29 de ago | Tessenderlo – Tessenderlo | contrarreloj individual | 15             | 112 m        | Alec Segaert     | Alec Segaert   |
| 3.ª etapa | 30 de ago | Blankenberge – Ardooie    | etapa llana             | 185            | 690 m        | Jonathan Milan   | Alec Segaert   |
| 4.ª etapa | 31 de ago | Oostburg – Aalter         | etapa llana             | 178            | 661 m        | Jasper Philipsen | Alec Segaert   |
| 5.ª etapa | 1 de sep  | Menen – Geraardsbergen    | etapa escarpada         | 203            | 2124 m       | Arnaud De Lie    | Tim Wellens    |

## Desarrollo de la carrera

### 1.ª etapa
| Riemst - Bilzen | etapa escarpada | (163 km) |

| \| Clasificación de la etapa \| Clasificación de la etapa \| Clasificación de la etapa \| Clasificación de la etapa \| Clasificación de la etapa \| \| Ciclista \| Ciclista \| Equipo \| Tiempo \| \| \| ------------------------- \| ------------------------- \| ------------------------- \| ------------------------- \| ------------------------- \| \| 1.º \| Jonathan Milan \| Lidl-Trek \| 3 h 41 min 01 s \| \| \| 2.º \| Jasper Philipsen \| Alpecin-Deceuninck \| + 0 s \| \| \| 3.º \| Axel Zingle \| Cofidis \| + 0 s \| \| \| 4.º \| Dylan Groenewegen \| Team Jayco AlUla \| + 0 s \| \| \| 5.º \| Paul Penhoët \| Groupama-FDJ \| + 0 s \| \| \| 6.º \| Gerben Thijssen \| Intermarché-Wanty \| + 0 s \| \| \| 7.º \| Matteo Trentin \| Tudor Pro Cycling Team \| + 0 s \| \| \| 8.º \| Elia Viviani \| Ineos Grenadiers \| + 0 s \| \| \| 9.º \| Davide Bomboi \| TDT-Unibet \| + 0 s \| \| \| 10.º \| Iván García Cortina \| Movistar Team \| + 0 s \| \| |                     |                        |                 |
| |                     |                        |                 |
| |                     |                        |                 |
| Clasificación de la etapa |                     |                        |                 |
| Ciclista | Ciclista            | Equipo                 | Tiempo          |
| 1.º | Jonathan Milan      | Lidl-Trek              | 3 h 41 min 01 s |
| 2.º | Jasper Philipsen    | Alpecin-Deceuninck     | + 0 s           |
| 3.º | Axel Zingle         | Cofidis                | + 0 s           |
| 4.º | Dylan Groenewegen   | Team Jayco AlUla       | + 0 s           |
| 5.º | Paul Penhoët        | Groupama-FDJ           | + 0 s           |
| 6.º | Gerben Thijssen     | Intermarché-Wanty      | + 0 s           |
| 7.º | Matteo Trentin      | Tudor Pro Cycling Team | + 0 s           |
| 8.º | Elia Viviani        | Ineos Grenadiers       | + 0 s           |
| 9.º | Davide Bomboi       | TDT-Unibet             | + 0 s           |
| 10.º | Iván García Cortina | Movistar Team          | + 0 s           |

| \| Clasificación general \| Clasificación general \| Clasificación general \| Clasificación general \| Clasificación general \| \| Ciclista \| Ciclista \| Equipo \| Tiempo \| \| \| --------------------- \| --------------------- \| ---------------------- \| --------------------- \| --------------------- \| \| 1.º \| Jonathan Milan \| Lidl-Trek \| 3 h 40 min 51 s \| \| \| 2.º \| Jasper Philipsen \| Alpecin-Deceuninck \| + 4 s \| \| \| 3.º \| Axel Huens \| TDT-Unibet \| + 4 s \| \| \| 4.º \| Axel Zingle \| Cofidis \| + 6 s \| \| \| 5.º \| Lars Craps \| Team Flanders-Baloise \| + 6 s \| \| \| 6.º \| Dylan Groenewegen \| Team Jayco AlUla \| + 10 s \| \| \| 7.º \| Paul Penhoët \| Groupama-FDJ \| + 10 s \| \| \| 8.º \| Gerben Thijssen \| Intermarché-Wanty \| + 10 s \| \| \| 9.º \| Matteo Trentin \| Tudor Pro Cycling Team \| + 10 s \| \| \| 10.º \| Elia Viviani \| Ineos Grenadiers \| + 10 s \| \| |                   |                        |                 |
| |                   |                        |                 |
| |                   |                        |                 |
| Clasificación general |                   |                        |                 |
| Ciclista | Ciclista          | Equipo                 | Tiempo          |
| 1.º | Jonathan Milan    | Lidl-Trek              | 3 h 40 min 51 s |
| 2.º | Jasper Philipsen  | Alpecin-Deceuninck     | + 4 s           |
| 3.º | Axel Huens        | TDT-Unibet             | + 4 s           |
| 4.º | Axel Zingle       | Cofidis                | + 6 s           |
| 5.º | Lars Craps        | Team Flanders-Baloise  | + 6 s           |
| 6.º | Dylan Groenewegen | Team Jayco AlUla       | + 10 s          |
| 7.º | Paul Penhoët      | Groupama-FDJ           | + 10 s          |
| 8.º | Gerben Thijssen   | Intermarché-Wanty      | + 10 s          |
| 9.º | Matteo Trentin    | Tudor Pro Cycling Team | + 10 s          |
| 10.º | Elia Viviani      | Ineos Grenadiers       | + 10 s          |

### 2.ª etapa
| Tessenderlo - Tessenderlo | contrarreloj individual | (15 km) |

| \| Clasificación de la etapa \| Clasificación de la etapa \| Clasificación de la etapa \| Clasificación de la etapa \| Clasificación de la etapa \| \| Ciclista \| Ciclista \| Equipo \| Tiempo \| \| \| ------------------------- \| ------------------------- \| -------------------------- \| ------------------------- \| ------------------------- \| \| 1.º \| Alec Segaert \| Lotto Dstny \| 16 min 59 s \| \| \| 2.º \| Magnus Sheffield \| Ineos Grenadiers \| + 7 s \| \| \| 3.º \| Stefan Bissegger \| EF Education-EasyPost \| + 10 s \| \| \| 4.º \| Tobias Foss \| Ineos Grenadiers \| + 11 s \| \| \| 5.º \| Tim Wellens \| UAE Team Emirates \| + 16 s \| \| \| 6.º \| Ben Turner \| Ineos Grenadiers \| + 22 s \| \| \| 7.º \| Christophe Laporte \| Team Visma \\| Lease a Bike \| + 23 s \| \| \| 8.º \| Filip Maciejuk \| Red Bull-Bora-Hansgrohe \| + 26 s \| \| \| 9.º \| Maximilian Schachmann \| Red Bull-Bora-Hansgrohe \| + 27 s \| \| \| 10.º \| Alberto Bettiol \| Astana Qazaqstan Team \| + 28 s \| \| |                       |                            |             |
| |                       |                            |             |
| |                       |                            |             |
| Clasificación de la etapa |                       |                            |             |
| Ciclista | Ciclista              | Equipo                     | Tiempo      |
| 1.º | Alec Segaert          | Lotto Dstny                | 16 min 59 s |
| 2.º | Magnus Sheffield      | Ineos Grenadiers           | + 7 s       |
| 3.º | Stefan Bissegger      | EF Education-EasyPost      | + 10 s      |
| 4.º | Tobias Foss           | Ineos Grenadiers           | + 11 s      |
| 5.º | Tim Wellens           | UAE Team Emirates          | + 16 s      |
| 6.º | Ben Turner            | Ineos Grenadiers           | + 22 s      |
| 7.º | Christophe Laporte    | Team Visma \| Lease a Bike | + 23 s      |
| 8.º | Filip Maciejuk        | Red Bull-Bora-Hansgrohe    | + 26 s      |
| 9.º | Maximilian Schachmann | Red Bull-Bora-Hansgrohe    | + 27 s      |
| 10.º | Alberto Bettiol       | Astana Qazaqstan Team      | + 28 s      |

| \| Clasificación general \| Clasificación general \| Clasificación general \| Clasificación general \| Clasificación general \| \| Ciclista \| Ciclista \| Equipo \| Tiempo \| \| \| --------------------- \| --------------------- \| -------------------------- \| --------------------- \| --------------------- \| \| 1.º \| Alec Segaert \| Lotto Dstny \| 3 h 58 min 00 s \| \| \| 2.º \| Magnus Sheffield \| Ineos Grenadiers \| + 7 s \| \| \| 3.º \| Tobias Foss \| Ineos Grenadiers \| + 11 s \| \| \| 4.º \| Tim Wellens \| UAE Team Emirates \| + 16 s \| \| \| 5.º \| Ben Turner \| Ineos Grenadiers \| + 22 s \| \| \| 6.º \| Christophe Laporte \| Team Visma \\| Lease a Bike \| + 23 s \| \| \| 7.º \| Maximilian Schachmann \| Red Bull-Bora-Hansgrohe \| + 27 s \| \| \| 8.º \| Alberto Bettiol \| Astana Qazaqstan Team \| + 28 s \| \| \| 9.º \| Rémi Cavagna \| Movistar Team \| + 30 s \| \| \| 10.º \| Per Strand Hagenes \| Team Visma \\| Lease a Bike \| + 32 s \| \| |                       |                            |                 |
| |                       |                            |                 |
| |                       |                            |                 |
| Clasificación general |                       |                            |                 |
| Ciclista | Ciclista              | Equipo                     | Tiempo          |
| 1.º | Alec Segaert          | Lotto Dstny                | 3 h 58 min 00 s |
| 2.º | Magnus Sheffield      | Ineos Grenadiers           | + 7 s           |
| 3.º | Tobias Foss           | Ineos Grenadiers           | + 11 s          |
| 4.º | Tim Wellens           | UAE Team Emirates          | + 16 s          |
| 5.º | Ben Turner            | Ineos Grenadiers           | + 22 s          |
| 6.º | Christophe Laporte    | Team Visma \| Lease a Bike | + 23 s          |
| 7.º | Maximilian Schachmann | Red Bull-Bora-Hansgrohe    | + 27 s          |
| 8.º | Alberto Bettiol       | Astana Qazaqstan Team      | + 28 s          |
| 9.º | Rémi Cavagna          | Movistar Team              | + 30 s          |
| 10.º | Per Strand Hagenes    | Team Visma \| Lease a Bike | + 32 s          |

### 3.ª etapa
| Blankenberge - Ardooie | etapa llana | (185 km) |

| \| Clasificación de la etapa \| Clasificación de la etapa \| Clasificación de la etapa \| Clasificación de la etapa \| Clasificación de la etapa \| \| Ciclista \| Ciclista \| Equipo \| Tiempo \| \| \| ------------------------- \| ------------------------- \| ------------------------- \| ------------------------- \| ------------------------- \| \| 1.º \| Jonathan Milan \| Lidl-Trek \| 3 h 57 min 17 s \| \| \| 2.º \| Jasper Philipsen \| Alpecin-Deceuninck \| + 0 s \| \| \| 3.º \| Max Walscheid \| Team Jayco AlUla \| + 0 s \| \| \| 4.º \| Arnaud Démare \| Arkéa-B&B Hotels \| + 0 s \| \| \| 5.º \| Gleb Syritsa \| Astana Qazaqstan Team \| + 0 s \| \| \| 6.º \| Jules Hesters \| Team Flanders-Baloise \| + 0 s \| \| \| 7.º \| Gerben Thijssen \| Intermarché-Wanty \| + 0 s \| \| \| 8.º \| Davide Persico \| Bingoal WB \| + 0 s \| \| \| 9.º \| Stefan Bissegger \| EF Education-EasyPost \| + 0 s \| \| \| 10.º \| Arnaud De Lie \| Lotto Dstny \| + 0 s \| \| |                  |                       |                 |
| |                  |                       |                 |
| |                  |                       |                 |
| Clasificación de la etapa |                  |                       |                 |
| Ciclista | Ciclista         | Equipo                | Tiempo          |
| 1.º | Jonathan Milan   | Lidl-Trek             | 3 h 57 min 17 s |
| 2.º | Jasper Philipsen | Alpecin-Deceuninck    | + 0 s           |
| 3.º | Max Walscheid    | Team Jayco AlUla      | + 0 s           |
| 4.º | Arnaud Démare    | Arkéa-B&B Hotels      | + 0 s           |
| 5.º | Gleb Syritsa     | Astana Qazaqstan Team | + 0 s           |
| 6.º | Jules Hesters    | Team Flanders-Baloise | + 0 s           |
| 7.º | Gerben Thijssen  | Intermarché-Wanty     | + 0 s           |
| 8.º | Davide Persico   | Bingoal WB            | + 0 s           |
| 9.º | Stefan Bissegger | EF Education-EasyPost | + 0 s           |
| 10.º | Arnaud De Lie    | Lotto Dstny           | + 0 s           |

| \| Clasificación general \| Clasificación general \| Clasificación general \| Clasificación general \| Clasificación general \| \| Ciclista \| Ciclista \| Equipo \| Tiempo \| \| \| --------------------- \| --------------------- \| -------------------------- \| --------------------- \| --------------------- \| \| 1.º \| Alec Segaert \| Lotto Dstny \| 7 h 55 min 17 s \| \| \| 2.º \| Magnus Sheffield \| Ineos Grenadiers \| + 7 s \| \| \| 3.º \| Tobias Foss \| Ineos Grenadiers \| + 11 s \| \| \| 4.º \| Tim Wellens \| UAE Team Emirates \| + 16 s \| \| \| 5.º \| Ben Turner \| Ineos Grenadiers \| + 22 s \| \| \| 6.º \| Christophe Laporte \| Team Visma \\| Lease a Bike \| + 23 s \| \| \| 7.º \| Jonathan Milan \| Lidl-Trek \| + 23 s \| \| \| 8.º \| Maximilian Schachmann \| Red Bull-Bora-Hansgrohe \| + 27 s \| \| \| 9.º \| Alberto Bettiol \| Astana Qazaqstan Team \| + 28 s \| \| \| 10.º \| Rémi Cavagna \| Movistar Team \| + 30 s \| \| |                       |                            |                 |
| |                       |                            |                 |
| |                       |                            |                 |
| Clasificación general |                       |                            |                 |
| Ciclista | Ciclista              | Equipo                     | Tiempo          |
| 1.º | Alec Segaert          | Lotto Dstny                | 7 h 55 min 17 s |
| 2.º | Magnus Sheffield      | Ineos Grenadiers           | + 7 s           |
| 3.º | Tobias Foss           | Ineos Grenadiers           | + 11 s          |
| 4.º | Tim Wellens           | UAE Team Emirates          | + 16 s          |
| 5.º | Ben Turner            | Ineos Grenadiers           | + 22 s          |
| 6.º | Christophe Laporte    | Team Visma \| Lease a Bike | + 23 s          |
| 7.º | Jonathan Milan        | Lidl-Trek                  | + 23 s          |
| 8.º | Maximilian Schachmann | Red Bull-Bora-Hansgrohe    | + 27 s          |
| 9.º | Alberto Bettiol       | Astana Qazaqstan Team      | + 28 s          |
| 10.º | Rémi Cavagna          | Movistar Team              | + 30 s          |

### 4.ª etapa
| Oostburg - Aalter | etapa llana | (178 km) |

| \| Clasificación de la etapa \| Clasificación de la etapa \| Clasificación de la etapa \| Clasificación de la etapa \| Clasificación de la etapa \| \| Ciclista \| Ciclista \| Equipo \| Tiempo \| \| \| ------------------------- \| ------------------------- \| -------------------------- \| ------------------------- \| ------------------------- \| \| 1.º \| Jasper Philipsen \| Alpecin-Deceuninck \| 3 h 37 min 08 s \| \| \| 2.º \| Christophe Laporte \| Team Visma \\| Lease a Bike \| + 0 s \| \| \| 3.º \| Arnaud De Lie \| Lotto Dstny \| + 0 s \| \| \| 4.º \| Paul Penhoët \| Groupama-FDJ \| + 0 s \| \| \| 5.º \| Bram Welten \| Team dsm-firmenich PostNL \| + 0 s \| \| \| 6.º \| Phil Bauhaus \| Bahrain Victorious \| + 0 s \| \| \| 7.º \| Matteo Trentin \| Tudor Pro Cycling Team \| + 0 s \| \| \| 8.º \| Jonathan Milan \| Lidl-Trek \| + 0 s \| \| \| 9.º \| Milan Fretin \| Cofidis \| + 0 s \| \| \| 10.º \| Juan Sebastián Molano \| UAE Team Emirates \| + 0 s \| \| |                       |                            |                 |
| |                       |                            |                 |
| |                       |                            |                 |
| Clasificación de la etapa |                       |                            |                 |
| Ciclista | Ciclista              | Equipo                     | Tiempo          |
| 1.º | Jasper Philipsen      | Alpecin-Deceuninck         | 3 h 37 min 08 s |
| 2.º | Christophe Laporte    | Team Visma \| Lease a Bike | + 0 s           |
| 3.º | Arnaud De Lie         | Lotto Dstny                | + 0 s           |
| 4.º | Paul Penhoët          | Groupama-FDJ               | + 0 s           |
| 5.º | Bram Welten           | Team dsm-firmenich PostNL  | + 0 s           |
| 6.º | Phil Bauhaus          | Bahrain Victorious         | + 0 s           |
| 7.º | Matteo Trentin        | Tudor Pro Cycling Team     | + 0 s           |
| 8.º | Jonathan Milan        | Lidl-Trek                  | + 0 s           |
| 9.º | Milan Fretin          | Cofidis                    | + 0 s           |
| 10.º | Juan Sebastián Molano | UAE Team Emirates          | + 0 s           |

| \| Clasificación general \| Clasificación general \| Clasificación general \| Clasificación general \| Clasificación general \| \| Ciclista \| Ciclista \| Equipo \| Tiempo \| \| \| --------------------- \| --------------------- \| -------------------------- \| --------------------- \| --------------------- \| \| 1.º \| Alec Segaert \| Lotto Dstny \| 11 h 32 min 25 s \| \| \| 2.º \| Magnus Sheffield \| Ineos Grenadiers \| + 7 s \| \| \| 3.º \| Tobias Foss \| Ineos Grenadiers \| + 11 s \| \| \| 4.º \| Tim Wellens \| UAE Team Emirates \| + 16 s \| \| \| 5.º \| Christophe Laporte \| Team Visma \\| Lease a Bike \| + 17 s \| \| \| 6.º \| Jasper Philipsen \| Alpecin-Deceuninck \| + 21 s \| \| \| 7.º \| Ben Turner \| Ineos Grenadiers \| + 22 s \| \| \| 8.º \| Jonathan Milan \| Lidl-Trek \| + 23 s \| \| \| 9.º \| Maximilian Schachmann \| Red Bull-Bora-Hansgrohe \| + 27 s \| \| \| 10.º \| Alberto Bettiol \| Astana Qazaqstan Team \| + 28 s \| \| |                       |                            |                  |
| |                       |                            |                  |
| |                       |                            |                  |
| Clasificación general |                       |                            |                  |
| Ciclista | Ciclista              | Equipo                     | Tiempo           |
| 1.º | Alec Segaert          | Lotto Dstny                | 11 h 32 min 25 s |
| 2.º | Magnus Sheffield      | Ineos Grenadiers           | + 7 s            |
| 3.º | Tobias Foss           | Ineos Grenadiers           | + 11 s           |
| 4.º | Tim Wellens           | UAE Team Emirates          | + 16 s           |
| 5.º | Christophe Laporte    | Team Visma \| Lease a Bike | + 17 s           |
| 6.º | Jasper Philipsen      | Alpecin-Deceuninck         | + 21 s           |
| 7.º | Ben Turner            | Ineos Grenadiers           | + 22 s           |
| 8.º | Jonathan Milan        | Lidl-Trek                  | + 23 s           |
| 9.º | Maximilian Schachmann | Red Bull-Bora-Hansgrohe    | + 27 s           |
| 10.º | Alberto Bettiol       | Astana Qazaqstan Team      | + 28 s           |

### 5.ª etapa
| Menen - Geraardsbergen | etapa escarpada | (203 km) |

| \| Clasificación de la etapa \| Clasificación de la etapa \| Clasificación de la etapa \| Clasificación de la etapa \| Clasificación de la etapa \| \| Ciclista \| Ciclista \| Equipo \| Tiempo \| \| \| ------------------------- \| ------------------------- \| -------------------------- \| ------------------------- \| ------------------------- \| \| 1.º \| Arnaud De Lie \| Lotto Dstny \| 4 h 30 min 56 s \| \| \| 2.º \| Tim Wellens \| UAE Team Emirates \| + 5 s \| \| \| 3.º \| Valentin Madouas \| Groupama-FDJ \| + 17 s \| \| \| 4.º \| Rick Pluimers \| Tudor Pro Cycling Team \| + 20 s \| \| \| 5.º \| Stan Dewulf \| Decathlon-AG2R La Mondiale \| + 20 s \| \| \| 6.º \| Matej Mohorič \| Bahrain Victorious \| + 20 s \| \| \| 7.º \| Per Strand Hagenes \| Team Visma \\| Lease a Bike \| + 20 s \| \| \| 8.º \| Axel Zingle \| Cofidis \| + 39 s \| \| \| 9.º \| Christophe Laporte \| Team Visma \\| Lease a Bike \| + 41 s \| \| \| 10.º \| Paul Penhoët \| Groupama-FDJ \| + 43 s \| \| |                    |                            |                 |
| |                    |                            |                 |
| |                    |                            |                 |
| Clasificación de la etapa |                    |                            |                 |
| Ciclista | Ciclista           | Equipo                     | Tiempo          |
| 1.º | Arnaud De Lie      | Lotto Dstny                | 4 h 30 min 56 s |
| 2.º | Tim Wellens        | UAE Team Emirates          | + 5 s           |
| 3.º | Valentin Madouas   | Groupama-FDJ               | + 17 s          |
| 4.º | Rick Pluimers      | Tudor Pro Cycling Team     | + 20 s          |
| 5.º | Stan Dewulf        | Decathlon-AG2R La Mondiale | + 20 s          |
| 6.º | Matej Mohorič      | Bahrain Victorious         | + 20 s          |
| 7.º | Per Strand Hagenes | Team Visma \| Lease a Bike | + 20 s          |
| 8.º | Axel Zingle        | Cofidis                    | + 39 s          |
| 9.º | Christophe Laporte | Team Visma \| Lease a Bike | + 41 s          |
| 10.º | Paul Penhoët       | Groupama-FDJ               | + 43 s          |

## Clasificaciones finales
- Las clasificaciones finalizaron de la siguiente forma:[2]

### Clasificación general
| \| Clasificación general \| Clasificación general \| Clasificación general \| Clasificación general \| Clasificación general \| \| Ciclista \| Ciclista \| Equipo \| Tiempo \| \| \| --------------------- \| --------------------- \| -------------------------- \| --------------------- \| --------------------- \| \| 1.º \| Tim Wellens \| UAE Team Emirates \| 16 h 03 min 28 s \| \| \| 2.º \| Alec Segaert \| Lotto Dstny \| + 40 s \| \| \| 3.º \| Per Strand Hagenes \| Team Visma \\| Lease a Bike \| + 42 s \| \| \| 4.º \| Christophe Laporte \| Team Visma \\| Lease a Bike \| + 51 s \| \| \| 5.º \| Stan Dewulf \| Decathlon-AG2R La Mondiale \| + 55 s \| \| \| 6.º \| Jasper Philipsen \| Alpecin-Deceuninck \| + 57 s \| \| \| 7.º \| Ben Turner \| Ineos Grenadiers \| + 58 s \| \| \| 8.º \| Matej Mohorič \| Bahrain Victorious \| + 1 min 01 s \| \| \| 9.º \| Maximilian Schachmann \| Red Bull-Bora-Hansgrohe \| + 1 min 03 s \| \| \| 10.º \| Alberto Bettiol \| Astana Qazaqstan Team \| + 1 min 04 s \| \| |                       |                            |                  |
| |                       |                            |                  |
| Fuente: ProCyclingStats |                       |                            |                  |
| Clasificación general |                       |                            |                  |
| Ciclista | Ciclista              | Equipo                     | Tiempo           |
| 1.º | Tim Wellens           | UAE Team Emirates          | 16 h 03 min 28 s |
| 2.º | Alec Segaert          | Lotto Dstny                | + 40 s           |
| 3.º | Per Strand Hagenes    | Team Visma \| Lease a Bike | + 42 s           |
| 4.º | Christophe Laporte    | Team Visma \| Lease a Bike | + 51 s           |
| 5.º | Stan Dewulf           | Decathlon-AG2R La Mondiale | + 55 s           |
| 6.º | Jasper Philipsen      | Alpecin-Deceuninck         | + 57 s           |
| 7.º | Ben Turner            | Ineos Grenadiers           | + 58 s           |
| 8.º | Matej Mohorič         | Bahrain Victorious         | + 1 min 01 s     |
| 9.º | Maximilian Schachmann | Red Bull-Bora-Hansgrohe    | + 1 min 03 s     |
| 10.º | Alberto Bettiol       | Astana Qazaqstan Team      | + 1 min 04 s     |

### Clasificación por puntos
| Clasificación por puntos | Clasificación por puntos | Clasificación por puntos   | Clasificación por puntos | Clasificación por puntos |
| Ciclista                 | Ciclista                 | Equipo                     | Puntos                   |                          |
| ------------------------ | ------------------------ | -------------------------- | ------------------------ | ------------------------ |
| 1.º                      | Jasper Philipsen         | Alpecin-Deceuninck         | 80 pts                   |                          |
| 2.º                      | Arnaud De Lie            | Lotto Dstny                | 62 pts                   |                          |
| 3.º                      | Christophe Laporte       | Team Visma \| Lease a Bike | 49 pts                   |                          |
| 4.º                      | Paul Penhoët             | Groupama-FDJ               | 46 pts                   |                          |
| 5.º                      | Tim Wellens              | UAE Team Emirates          | 42 pts                   |                          |
| 6.º                      | Axel Zingle              | Cofidis                    | 34 pts                   |                          |
| 7.º                      | Stefan Bissegger         | EF Education-EasyPost      | 33 pts                   |                          |
| 8.º                      | Alec Segaert             | Lotto Dstny                | 30 pts                   |                          |
| 9.º                      | Matteo Trentin           | Tudor Pro Cycling Team     | 26 pts                   |                          |
| 10.º                     | Magnus Sheffield         | Ineos Grenadiers           | 25 pts                   |                          |

### Clasificación de la combatividad
| Clasificación de la combatividad | Clasificación de la combatividad | Clasificación de la combatividad | Clasificación de la combatividad | Clasificación de la combatividad |
| Ciclista                         | Ciclista                         | Equipo                           | Puntos                           |                                  |
| -------------------------------- | -------------------------------- | -------------------------------- | -------------------------------- | -------------------------------- |
| 1.º                              | Jordy Bouts                      | TDT-Unibet                       | 52 pts                           |                                  |
| 2.º                              | Axel Huens                       | TDT-Unibet                       | 26 pts                           |                                  |
| 3.º                              | Alex Colman                      | Team Flanders-Baloise            | 16 pts                           |                                  |
| 4.º                              | Warre Vangheluwe                 | Soudal Quick-Step                | 13 pts                           |                                  |
| 5.º                              | Ward Vanhoof                     | Team Flanders-Baloise            | 13 pts                           |                                  |
| 6.º                              | Jonas Rutsch                     | EF Education-EasyPost            | 12 pts                           |                                  |
| 7.º                              | Ceriel Desal                     | Bingoal WB                       | 12 pts                           |                                  |
| 8.º                              | Jan Maas                         | Team Jayco AlUla                 | 11 pts                           |                                  |
| 9.º                              | Matteo Trentin                   | Tudor Pro Cycling Team           | 10 pts                           |                                  |
| 10.º                             | Tobias Foss                      | Ineos Grenadiers                 | 10 pts                           |                                  |

### Clasificación por equipos
| Clasificación por equipos | Clasificación por equipos  | Clasificación por equipos | Clasificación por equipos |
| Equipo                    | Equipo                     | Tiempo                    |                           |
| ------------------------- | -------------------------- | ------------------------- | ------------------------- |
| 1.º                       | Team Visma \| Lease a Bike | 48 h 13 min 16 s          |                           |
| 2.º                       | Decathlon-AG2R La Mondiale | + 1 min 35 s              |                           |
| 3.º                       | EF Education-EasyPost      | + 1 min 47 s              |                           |
| 4.º                       | Groupama-FDJ               | + 1 min 51 s              |                           |
| 5.º                       | Lotto Dstny                | + 2 min 23 s              |                           |
| 6.º                       | Team Flanders-Baloise      | + 3 min 07 s              |                           |
| 7.º                       | Red Bull-Bora-Hansgrohe    | + 5 min 07 s              |                           |
| 8.º                       | Bahrain Victorious         | + 5 min 53 s              |                           |
| 9.º                       | TDT-Unibet                 | + 7 min 21 s              |                           |
| 10.º                      | Intermarché-Wanty          | + 8 min 04 s              |                           |

## Evolución de las clasificaciones
| Etapa                   |                         | Ganador _        | Clasificación general | Puntos           | Jóvenes       | Combatividad | Equipo _                   |
| ----------------------- | ----------------------- | ---------------- | --------------------- | ---------------- | ------------- | ------------ | -------------------------- |
| 1.ª etapa               | etapa escarpada         | Jonathan Milan   | Jonathan Milan        | Jonathan Milan   | Arnaud De Lie | Jordy Bouts  | Lidl-Trek                  |
| 2.ª etapa               | contrarreloj individual | Alec Segaert     | Alec Segaert          | Alec Segaert     | Alec Segaert  | Jordy Bouts  | Ineos Grenadiers           |
| 3.ª etapa               | etapa llana             | Jonathan Milan   | Alec Segaert          | Jonathan Milan   | Alec Segaert  | no otorgado  | Ineos Grenadiers           |
| 4.ª etapa               | etapa llana             | Jasper Philipsen | Alec Segaert          | Jasper Philipsen | Alec Segaert  | Jordy Bouts  | Ineos Grenadiers           |
| 5.ª etapa               | etapa escarpada         | Arnaud De Lie    | Tim Wellens           | Jasper Philipsen | Alec Segaert  | Jordy Bouts  | Team Visma \| Lease a Bike |
| Clasificaciones finales | Clasificaciones finales |                  | Tim Wellens           | Jasper Philipsen | Alec Segaert  | Jordy Bouts  | Team Visma \| Lease a Bike |

## Ciclistas participantes y posiciones finales
Convenciones:
- AB-N: Abandono en la etapa "N"
- FLT-N: Retiro por llegada fuera del límite de tiempo en la etapa "N"
- NTS-N: No tomó la salida para la etapa "N"
- DES-N: Descalificado o expulsado en la etapa "N"

## UCI World Ranking
El Renewi Tour otorgó puntos para el UCI World Ranking para corredores de los equipos en las categorías UCI WorldTeam, UCI ProTeam y Continental. Las siguientes tablas son el baremo de puntuación y los diez corredores que obtuvieron más puntos:
| Posición              | 1.º | 2.º | 3.º | 4.º | 5.º | 6.º | 7.º | 8.º | 9.º | 10.º | 11.º | 12.º | 13.º | 14.º | 15.º | 16.º-20.º | 21.º-30.º | 31.º-50.º | 51.º-55.º | 56.º-60.º |
| Clasificación general | 400 | 320 | 260 | 220 | 180 | 140 | 120 | 100 | 80  | 68   | 56   | 48   | 40   | 32   | 28   | 24        | 16        | 8         | 4         | 2         |
| Por etapa             | 50  | 30  | 25  | 20  | 15  | 10  | 8   | 6   | 3   | 1    |      |      |      |      |      |           |           |           |           |           |
| Líder                 | 8   |     |     |     |     |     |     |     |     |      |      |      |      |      |      |           |           |           |           |           |

| Clasificación |                    |                            |         |       |       |       |
| Ciclista      | Ciclista           | Equipo                     | General | Etapa | Líder | Total |
| ------------- | ------------------ | -------------------------- | ------- | ----- | ----- | ----- |
| 1.º           | Tim Wellens        | UAE Emirates               | 400     | 45    | -     | 445   |
| 2.º           | Alec Segaert       | Lotto Dstny                | 320     | 50    | 24    | 394   |
| 3.º           | Per Strand Hagenes | Visma \| Lease a Bike      | 260     | 8     | -     | 268   |
| 4.º           | Christophe Laporte | Visma \| Lease a Bike      | 220     | 41    | -     | 261   |
| 5.º           | Jasper Philipsen   | Alpecin-Deceuninck         | 140     | 110   | -     | 250   |
| 6.º           | Stan Dewulf        | Decathlon AG2R La Mondiale | 180     | 15    | -     | 195   |
| 7.º           | Ben Turner         | INEOS Grenadiers           | 120     | 10    | -     | 130   |
| 8.º           | Jonathan Milan     | Lidl-Trek                  | -       | 106   | 8     | 114   |
| 9.º           | Matej Mohorič      | Bahrain Victorious         | 100     | 10    | -     | 110   |
| 10.º          | Arnaud De Lie      | Lotto Dstny                | 8       | 76    | -     | 84    |